# Segunda Categoría de Tungurahua 2020
El Campeonato Provincial de Segunda Categoría de Tungurahua 2020 fue un torneo de fútbol en Ecuador en el cual compitieron equipos de la Provincia de Tungurahua. El torneo fue organizado por la Asociación de Fútbol Profesional de Tungurahua (AFT) y avalado por la Federación Ecuatoriana de Fútbol. El torneo empezó el 5 de septiembre de 2020 y finalizó el 9 de octubre de 2020. Participaron 4 clubes de fútbol y entregó un cupo al zonal de ascenso de la Segunda Categoría 2020 por el ascenso a la Serie B, además el campeón provincial clasificó a la primera fase de la Copa Ecuador 2021. Por efectos de la pandemia de coronavirus en Ecuador el número de equipos participantes se redujo al igual que las fechas de disputa del torneo se modificaron.

## Sistema de campeonato
El sistema determinado por la Asociación de Fútbol Profesional de Tungurahua fue el siguiente:
- Se jugó una etapa única con los 4 equipos establecidos, todos contra todos ida y vuelta (6 fechas), al final el equipo que terminó en primer lugar clasificó a los zonales de Segunda Categoría Nacional 2020 como campeón provincial y además clasificó a la Copa Ecuador 2021.

## Equipos participantes
| Equipos participantes        | Equipos participantes | Equipos participantes           |
| ---------------------------- | --------------------- | ------------------------------- |
|                              |                       |                                 |
| Equipo                       | Ciudad                | Estadio                         |
| Ambato K'Chis Fútbol Club    | Ambato                | Estadio Neptalí Barona          |
| América Fútbol Club          | Ambato                | Estadio Dunker Aguilar          |
| Club Baños Ciudad de Fuego   | Baños                 | Estadio Coronel José Silva Romo |
| Club Deportivo Universitario | Píllaro               | Estadio Municipal de Píllaro    |

## Equipos por cantón
| Cantón  | N.º | Equipos                                 |
| ------- | --- | --------------------------------------- |
| Ambato  | 2   | - Ambato K'Chis - América de Santa Rosa |
| Píllaro | 1   | - Universitario                         |
| Baños   | 1   | - Baños Ciudad de Fuego                 |

## Clasificación
| Pos. | Equipo                | Pts. | PJ | G | E | P | GF | GC | Dif. |  |
| ---- | --------------------- | ---- | -- | - | - | - | -- | -- | ---- |  |
| 1    | Universitario         | 11   | 6  | 3 | 2 | 1 | 10 | 6  | +4   |  |
| 2    | Baños Ciudad de Fuego | 8    | 6  | 2 | 2 | 2 | 11 | 9  | +2   |  |
| 3    | Ambato K'Chis         | 7    | 6  | 2 | 1 | 3 | 9  | 14 | −5   |  |
| 4    | América de Santa Rosa | 6    | 6  | 1 | 3 | 2 | 7  | 8  | −1   |  |

 Fuente: Aso Tungurahua, @chriseugenio9
Criterios de clasificación: 1) Puntos; 2) Diferencia de goles; 3) Goles marcados
|  | Campeón y clasificado a los zonales de Segunda Categoría 2020. |

## Evolución de la clasificación
| Equipo / Jornada      | 01 | 02 | 03 | 04 | 05 | 06 |
| --------------------- | -- | -- | -- | -- | -- | -- |
| Universitario         | 4  | 4  | 3  | 1  | 1  | 1  |
| Baños Ciudad de Fuego | 2  | 1  | 2  | 4  | 4  | 2  |
| Ambato K'Chis         | 1  | 2  | 4  | 2  | 2  | 3  |
| América de Santa Rosa | 3  | 3  | 1  | 3  | 3  | 4  |

## Resultados

### Primera vuelta
| Ambato K'Chis         | 3 - 2 | Universitario         | Neptalí Barona | 5 de septiembre | 16:00 |
| América de Santa Rosa | 1 - 1 | Baños Ciudad de Fuego | Dunker Aguilar | 5 de septiembre | 16:00 |

| Universitario         | 0 - 0 | América de Santa Rosa | Municipal de Píllaro  | 13 de septiembre | 11:30 |
| Baños Ciudad de Fuego | 5 - 1 | Ambato K'Chis         | Crnl. José Silva Romo | 13 de septiembre | 16:00 |

| América de Santa Rosa | 2 - 1 | Ambato K'Chis | Dunker Aguilar        | 19 de septiembre | 15:00 |
| Baños Ciudad de Fuego | 1 - 2 | Universitario | Crnl. José Silva Romo | 20 de septiembre | 16:00 |

### Segunda vuelta
| Universitario | 2 - 0 | Baños Ciudad de Fuego | Municipal de Píllaro | 26 de septiembre | 11:30 |
| Ambato K'Chis | 2 - 1 | América de Santa Rosa | Bellavista           | 27 de septiembre | 14:00 |

| América de Santa Rosa | 1 - 1 | Universitario         | Dunker Aguilar | 3 de octubre | 14:00 |
| Ambato K'Chis         | 1 - 1 | Baños Ciudad de Fuego | Bellavista     | 5 de octubre | 14:00 |

| Universitario         | 3 - 1 | Ambato K'Chis         | Municipal de Píllaro  | 9 de octubre | 11:30 |
| Baños Ciudad de Fuego | 3 - 2 | América de Santa Rosa | Crnl. José Silva Romo | 9 de octubre | 11:30 |

### Tabla de resultados cruzados
| Local \ Visitante     | KCH | AME | UNI | BCF |
| --------------------- | --- | --- | --- | --- |
| Ambato K'Chis         | —   | 2–1 | 3–2 | 1–1 |
| América de Santa Rosa | 2–1 | —   | 1–1 | 1–1 |
| Universitario         | 3–1 | 0–0 | —   | 2–0 |
| Baños Ciudad de Fuego | 5–1 | 3–2 | 1–2 | —   |

### Campeón
| |
| |
| Club Deportivo Universitario 1.er título Clasifica a los zonales de la Segunda Categoría 2020 y a la Copa Ecuador 2021. |